# Iauna - Craiova
Iauna - Craiova és una àrea protegida d'interès nacional que correspon a la categoria UICN IV (reserva natural mixta), situada al Banat, al territori del comtat de Caraș-Severin.

## Ubicació
L'espai natural es troba a l'extrem oriental del comtat de Caraş-Severin (a prop de la frontera territorial amb el comtat de Mehedinți), entre els rius Iauna i Craiova, els afluents del riu Cerna (al seu costat dret), als territoris administratius. de Cornereva i Mehadia.

## Descripció
La reserva natural va ser declarada espai protegit per la Llei núm. 5, de 6 de març de 2000 (d'aprovació del Pla Nacional d'Ordenació del Territori - Secció III - espais protegits) i té una superfície de 1.545,10 ha. Està inclòs al Parc Nacional Domogled - Vall de Cerna.
Espai protegit superposat al lloc d'importància comunitària - Domogled-Valea Cernei; representa una zona boscosa, amb valls profundes, cingles calcàries, lapislàtzuli, coves, costes, prats, pastures; que conserva la flora i la fauna específiques de la cadena dels Carpats dels meridionals.

## Biodiversitat
La reserva natural es va constituir amb la finalitat de protegir la biodiversitat i mantenir un estat favorable de conservació de la flora i la fauna silvestres al sud-oest del país, a la serralada Retezat-Godeanu.

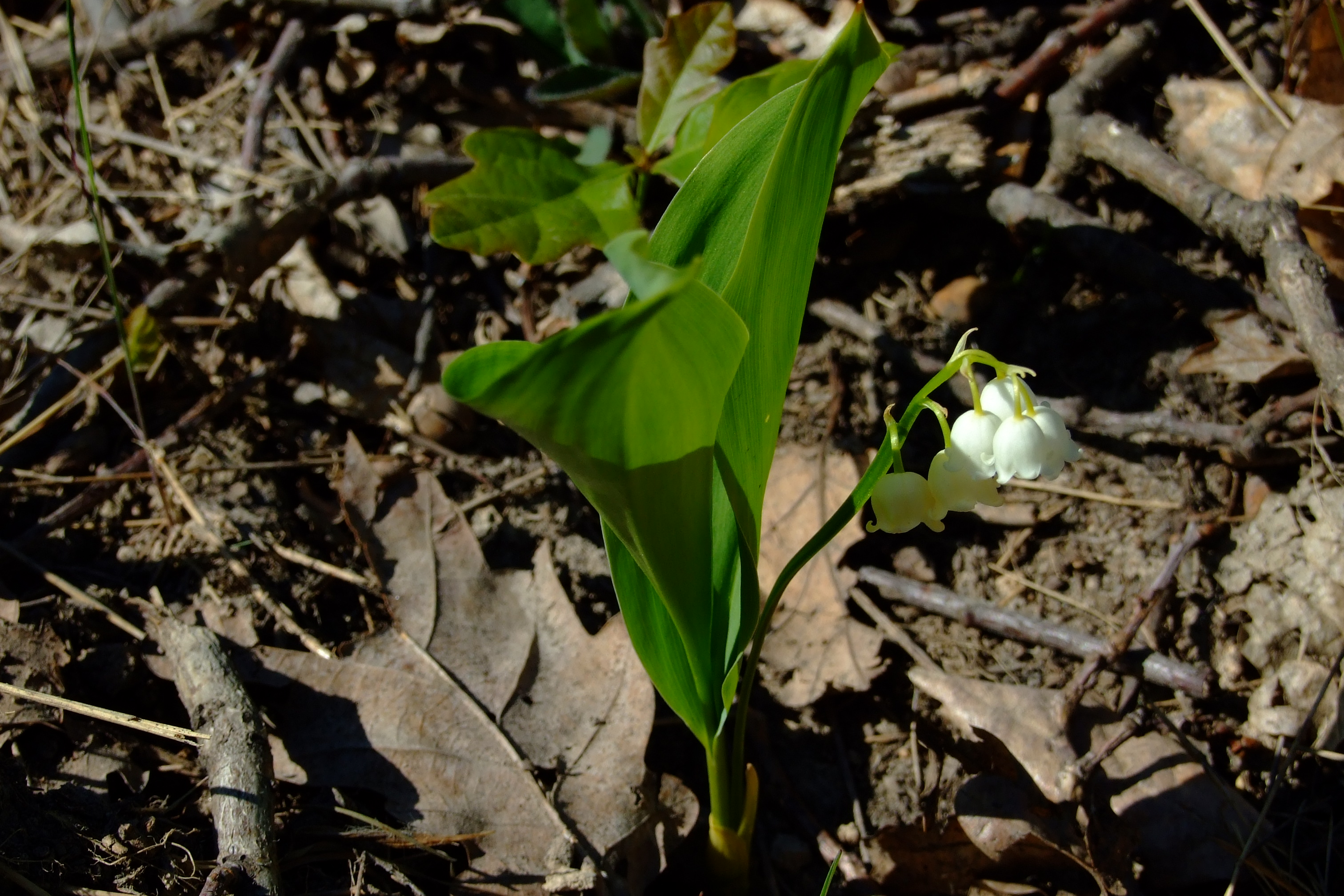
Lliri de les valls (Convallaria majalis)

La flora de la reserva està formada per espècies d'arbres i arbustos faig (Fagus sylvatica), carpe (Carpinus betulus), til·ler (Tilia cordata), roure (Quercus petraea), cel (Quercus ceris), om (Ulmus glabra), granat (Quercus frainetto), Carpinus orientalis, Fraxinus ornus, avellana turca (Corylus colurna), Cornus sanguinea.
Elements florístics rares es troben en les pastures, entre els quals: Clavell plàtan (Dianthus banaticus), roca blanca clavell (Diantus spiculifolius), encens (Viola joii Janka), la muntanya bombeta (Trollius europaeus), gripau groc (Croc), territ vermells croc (Gallium purpureum), ratlles (Sapunaria glutinosa), lliris de la vall (Convallaria majalis).
La fauna està representada per una diversa gamma de mamífers, ocells, rèptils i amfibis; alguns dels quals estan protegits a nivell europeu o a la Llista Vermella de la UICN.

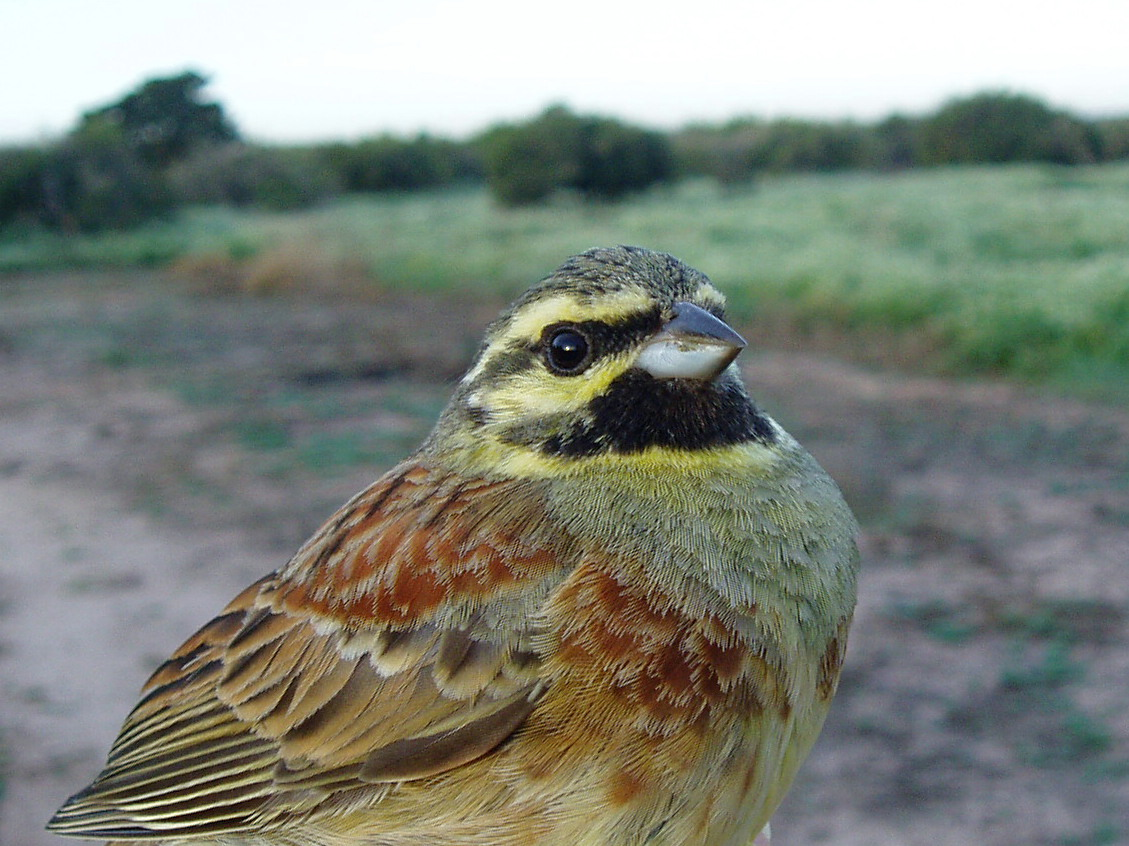
Voltor barbut (Emberiza cirlus)

Espècies de mamífers: ós bru (Ursus arctos), llop (Canis lupus), llúdriga (Lutra lutra), guineu (Vulpes vulpes crucigera), senglar (Sus srofa), ratpenat mediterrani (Rhinolophus euryale);
Ocells amb espècies de: oreneta de roca (Hirundo rupestris), oreneta de mar (Apus apus), roca del Banat (Oeananthe hispanica), oreneta vermella (Hirundo daurica), voltor barbut (Emberiza cirlus);
Rèptils i amfibis: escurçó (Vipera ammodytes), drac (Coluber jugularis), tortuga de (Testudo hermanni).

## Vies d'accés
- La carretera nacional (DN67D) - Băile Herculane - Ineleț - Țațu, a la sortida del poble a l'esquerra de la carretera s'arriba a la reserva.[11]

## Monuments i atraccions turístiques
Als voltants de l'espai natural hi ha diversos objectius d'interès històric, cultural i turístic:
- Conjunt molins Cornereva (Molí Lazarus marc, remolí i die Nicolae Nemes, Molí POPEŞTI, molí Pod, Molí Nistor Gherescu, Molí Nicolae Formatge, Molí Adam Gherescu, molí i remolí Poloieştilor), construcció segle xx, monument històric.
- Àrees protegides: Belareca, Coronini - Bedina, Cova Bârzoni, Râpa Neagră, Valea Greațca.